# Dãy núi Acacus
Dãy núi Acacus hoặc Tadrart Akakus (tiếng Ả Rập: تدرارت أكاكوس / ALA-LC: Tadrārt Akākūs) thành tạo một dãy núi trên sa mạc ở huyện Ghat, miền tây Libya. Nó nằm ở phía đông thành phố Ghat và kéo dài về phía bắc từ biên giới với Algérie khoảng 100 kilômét (62 mi). Đây là địa điểm nổi tiếng nhờ sự phong phú của các hình vẽ nghệ thuật đá thời tiền sử.

## Lịch sử
Tadrart là tên giống cái trong ngữ tộc Berber có nghĩa là ngọn núi. Khu vực này được biết đến với nghệ thuật đá thời tiền sử được UNESCO công nhận là Di sản thế giới từ năm 1985. Các bức vẽ này có niên đại từ năm 12.000 TCN cho đến năm 100 TCN phản ánh những thay đổi của tự nhiên và văn hóa trong khu vực.
Các hình khắc tại đây phong phú gồm hươu cao cổ, voi, lạc đà, đà điểu, ngựa và cả con người. Con người được mô tả trong các hoạt động cuộc sống hàng ngày như nhảy múa và ca nhạc.
Ngoài ra, đây cũng là nơi xuất hiện sớm nhất của lipid sữa chế biến trên gốm sứ, đã được Định tuổi bằng phóng xạ cacbon lên tới 7.500 năm trước.

## Địa lý
Khu vực này có sự biến đổi lớn về cảnh quan, từ cồn cát cho đến các vòm đá, hẻm núi, khối đá, khe núi sâu. Các địa danh chính bao gồm Afzejare và Tin Khlega. Mặc dù khu vực này là một trong những nơi khô cằn nhất ở Sahara, nhưng vẫn có thảm thực vật, chẳng hạn như những cây Bồng bồng lá nhỏ.

## Bị đe dọa
Trong thời kỳ cai trị của nhà lãnh đạo Muammar al-Gaddafi, hoạt động liên quan đến bảo vệ các di tích cổ đã bị xem nhẹ. Hoạt động thăm dò dầu mỏ dưới lòng đất từ năm 2005 trong khu vực đã khiến các bức vẽ trên đá tại đây bị nguy hại.
Năm 2012, những nỗ lực đã được thực hiện để đào tạo cán bộ quản lý thông qua dự án trị giá 2,26 triệu đôla của UNESCO ký kết với chính phủ Libya và Ý. Dự án bao gồm bảo tồn, bảo vệ và giáo dục nhận thức về tầm quan trọng của các di sản thế giới. Cùng với Acacus thì bốn di sản thế giới khác tại Libya là Cyrene, Leptis Magna, Sabratha và Ghadames. UNESCO đưa ra khuyến cáo về việc nên thành lập một trung tâm tại Ghat hoặc Uweynat để đào tạo đội ngũ phụ trách bảo vệ, quản lý tài sản và tổ chức một bảo tàng trong tương lai sẽ đóng vai trò quan trọng trong việc nâng cao nhận thức.
Các báo cáo của cơ quan bảo tồn quốc gia cho thấy từ năm 2011 đến 2013 đã có ít nhất 10 trong số các địa điểm nghệ thuật đá trên dãy núi Acacus bị phá hủy có chủ đích. Sự mơ hồ xung quanh ranh giới khu vực được xác định là Di sản thế giới khiến cho việc quản lý kém cùng với sự thiếu hiểu biết của người dân địa phương về các giá trị văn hóa của nó khiến việc phá hoại liên tục diễn ra. Ngoài ra, xung đột trong khu vực từ năm 2011 cũng là một trong những yếu tố khiến gia tăng việc phá hoại.
Vào tháng 5 năm 2013, UNESCO đã thực hiện một đánh giá kỹ thuật về tình trạng bảo tồn khu vực Tadrart Acacus, đồng thời xây dựng một kế hoạch chiến lược để thực thi việc bảo vệ và quản lý cảnh quan văn hóa và tự nhiên độc đáo này.
Vào ngày 14 tháng 4 năm 2014, đã có báo cáo về tình trạng phá hoại tại đây. Trong khi nhiều người vô tư khắc tên của họ lên các bức vẽ cổ trên đá thì số khác đã sử dụng các sản phẩm hóa học để xóa các bức vẽ. Đến ngày 20 tháng 4 năm 2014, phóng viên đặc biệt người Pháp Jacques-Marie Bourget đã được một nhà báo địa phương tên là Aziz Al-Hachi tới từ Ghat thông báo về việc khu vực di sản thế giới của Tadrart Acacus đang bị phá hủy bởi búa tạ và bàn chải cọ.

## Hình ảnh

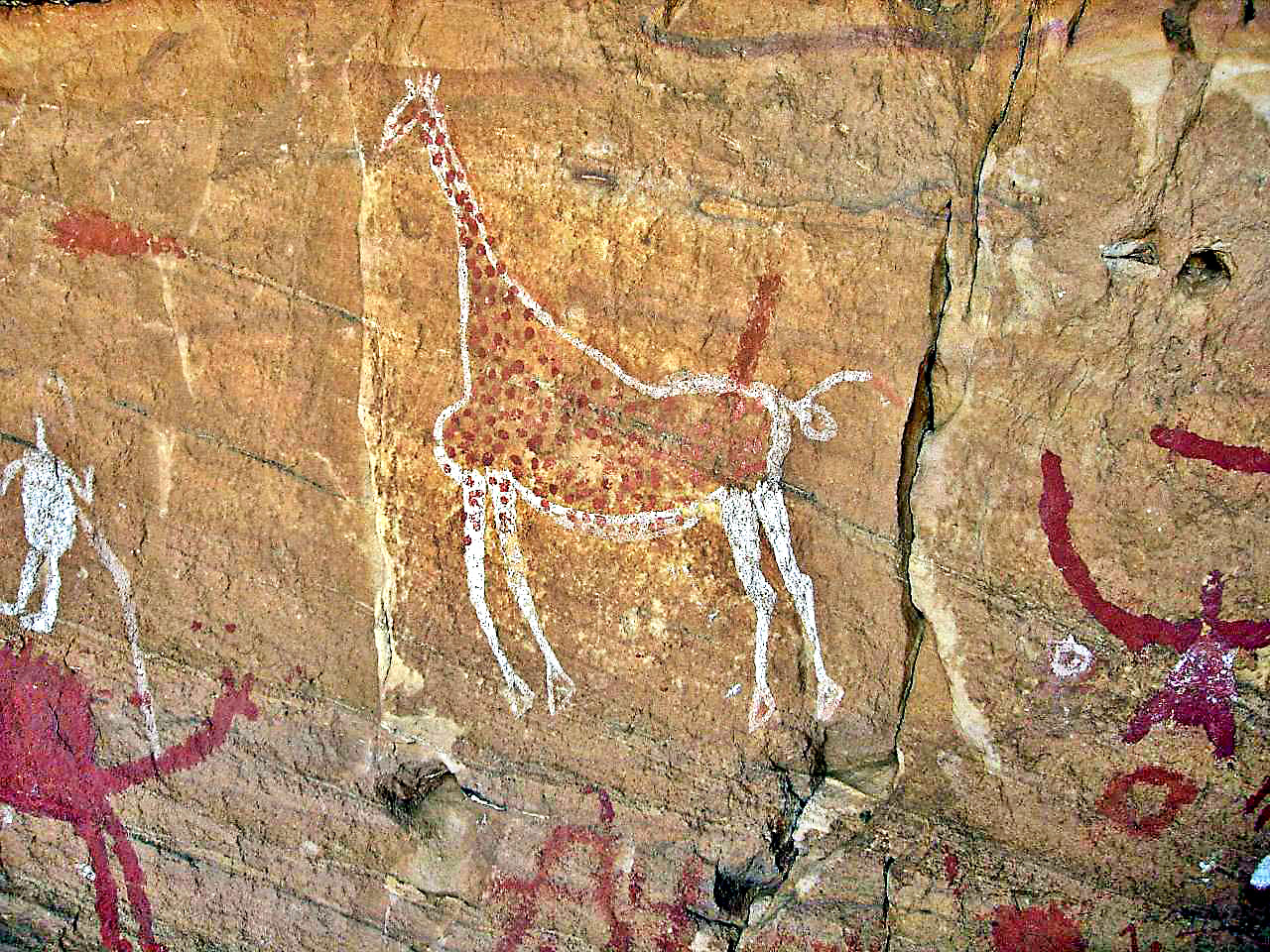
Hình vẽ hươu cao cổ
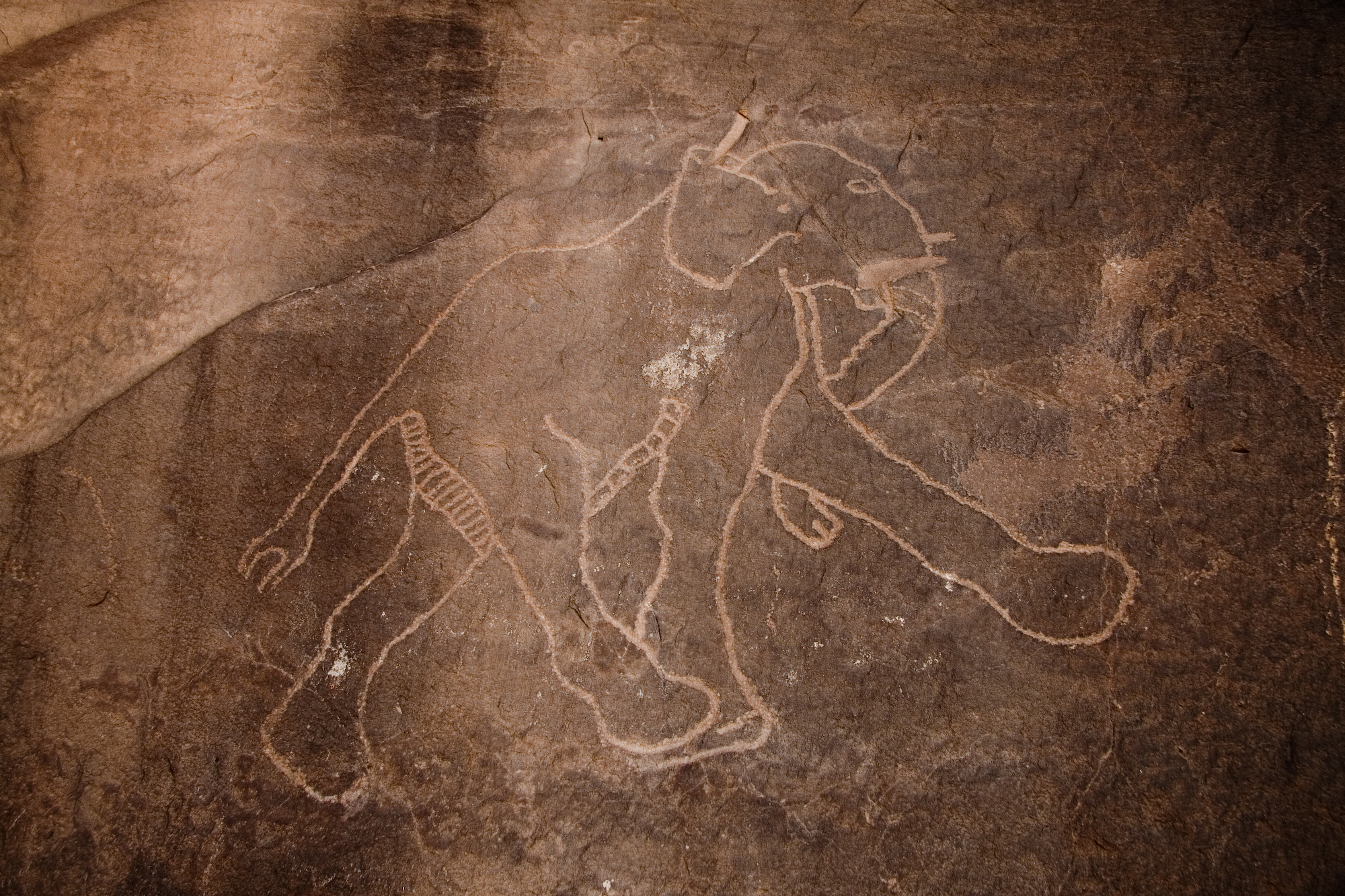
Hình vẽ voi
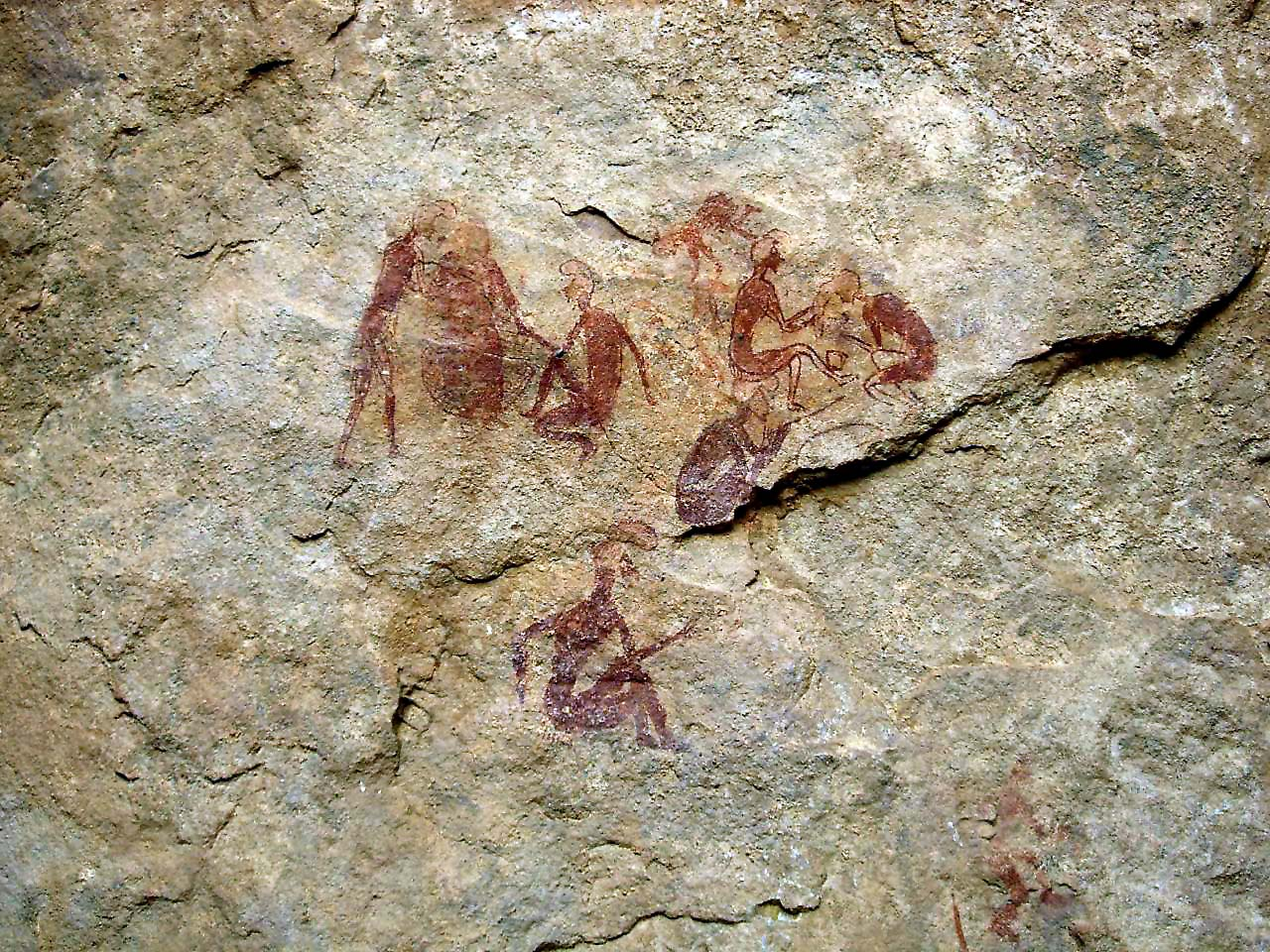
Chữ tượng hình
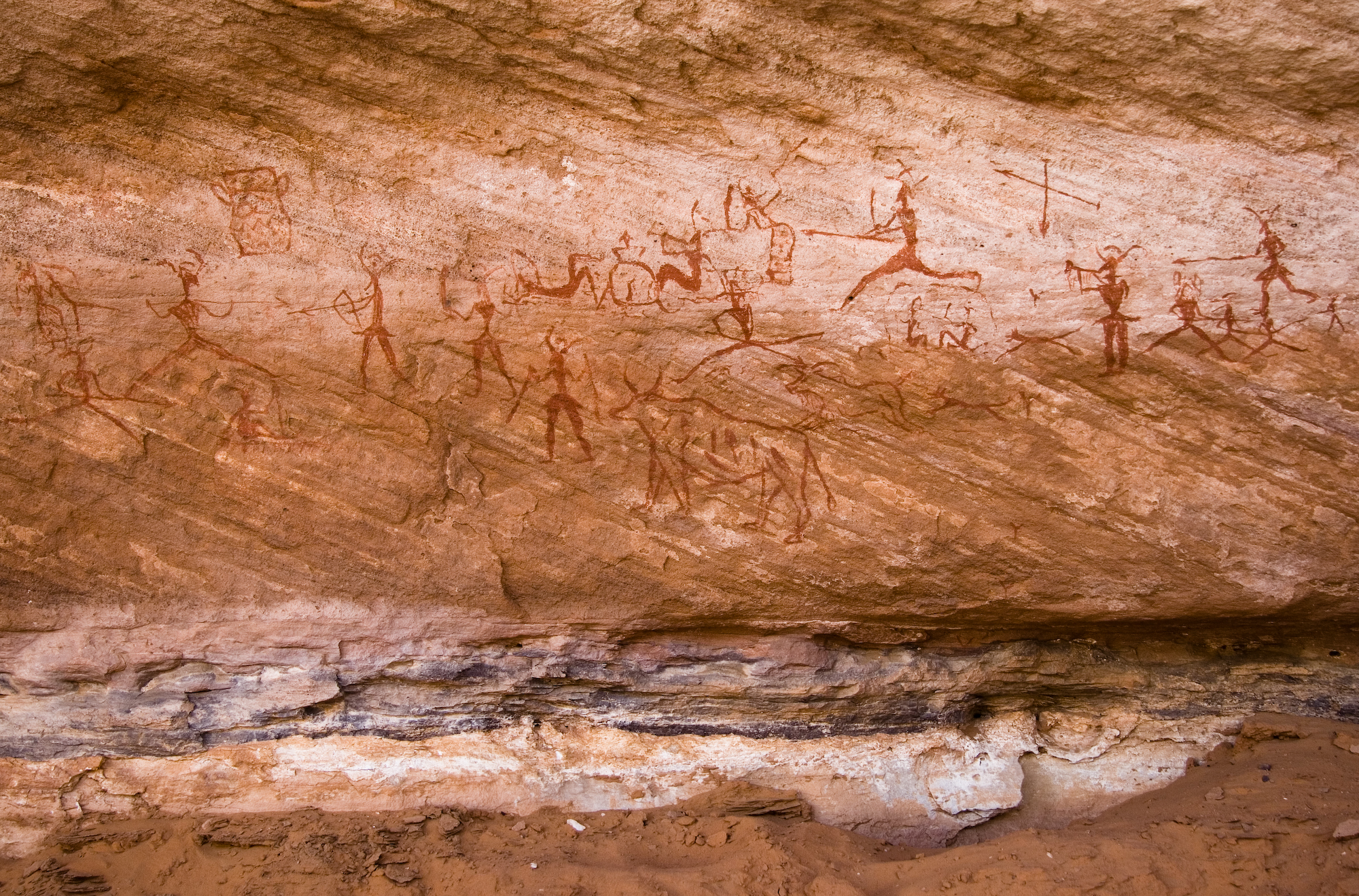
Chữ tượng hình
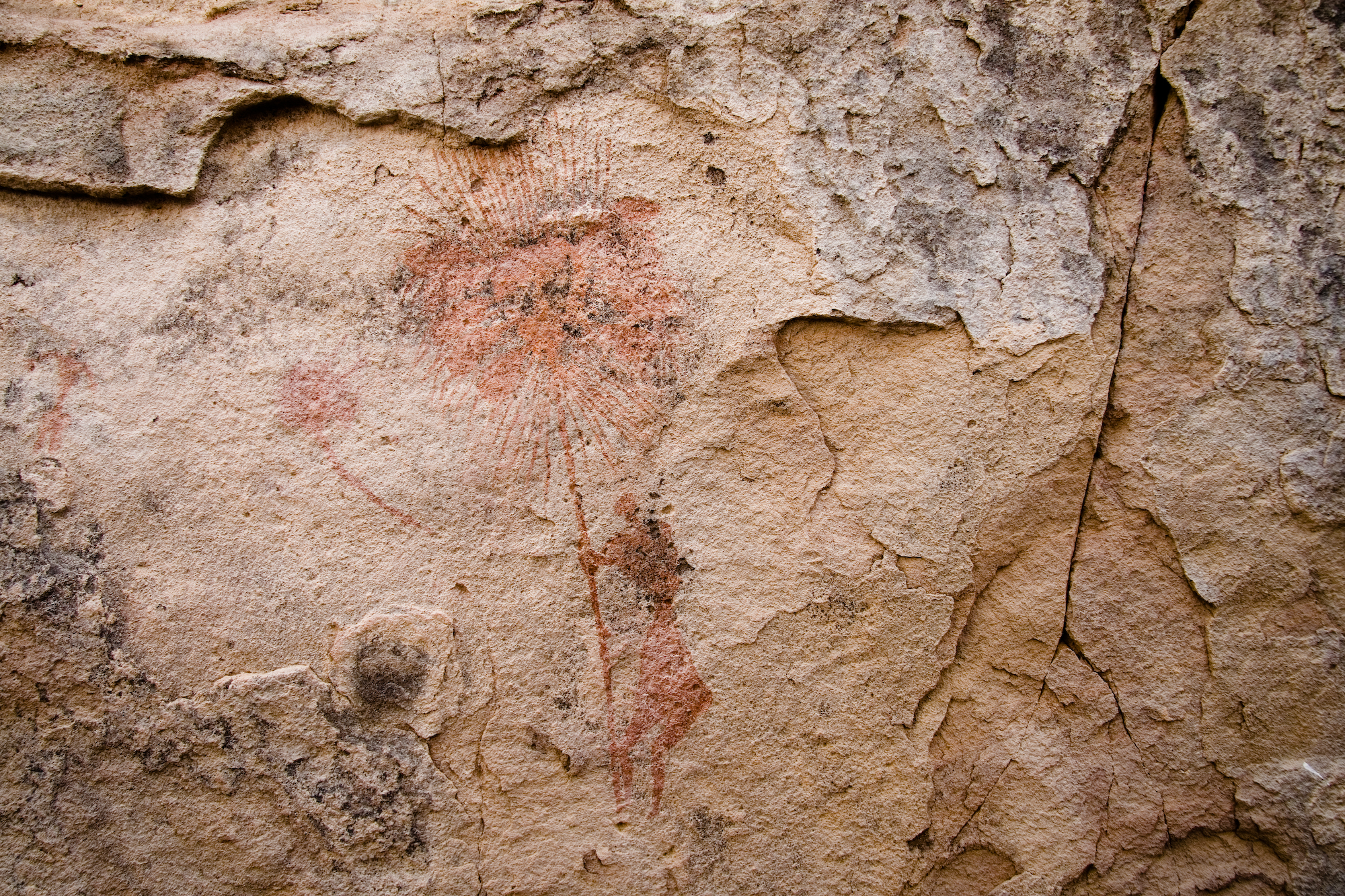
Chữ tượng hình
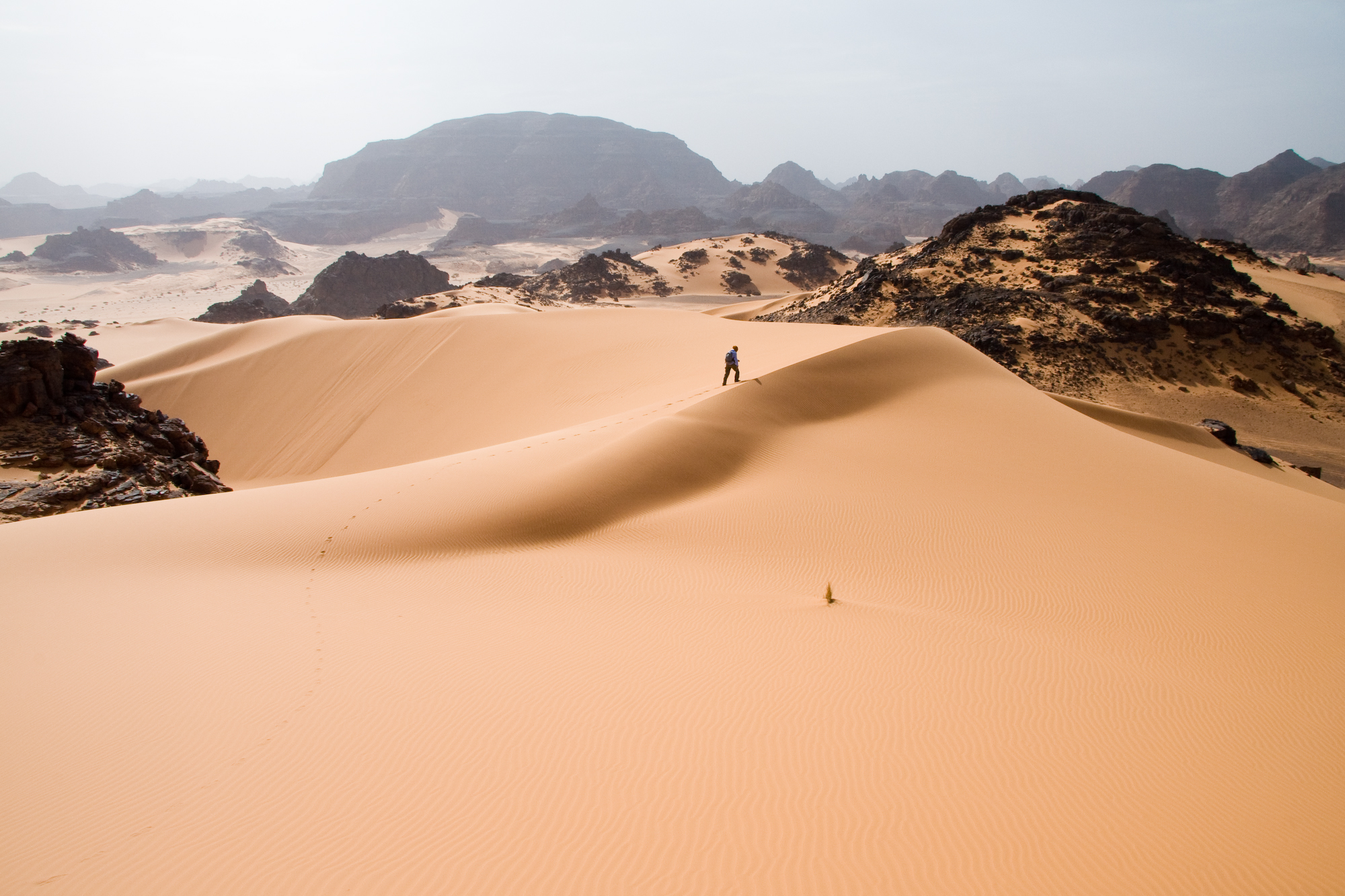
Dãy núi Acacus ở phía tây Libya, một phần của sa mạc Sahara
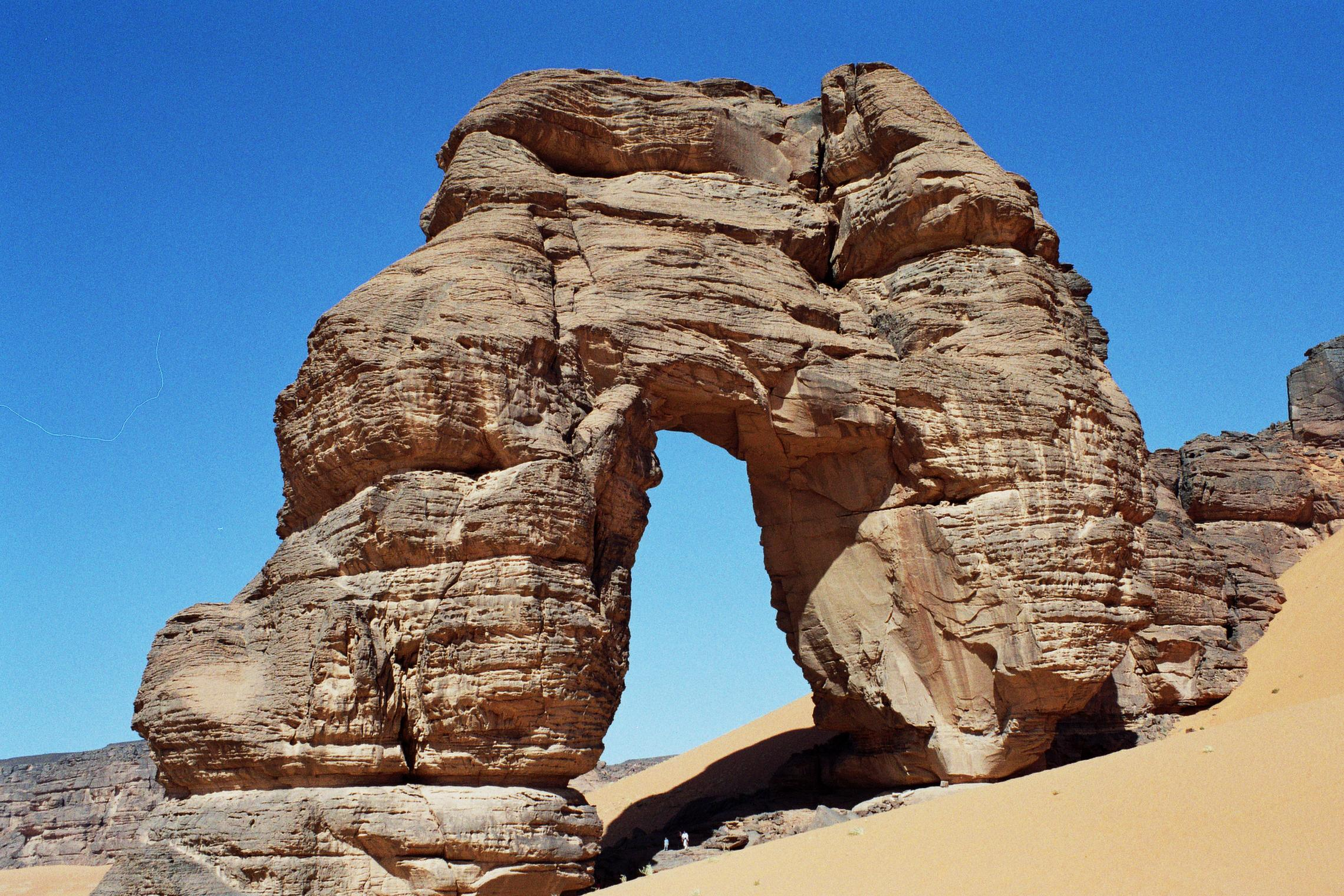
Vòm đá ở Tadrart Acacus
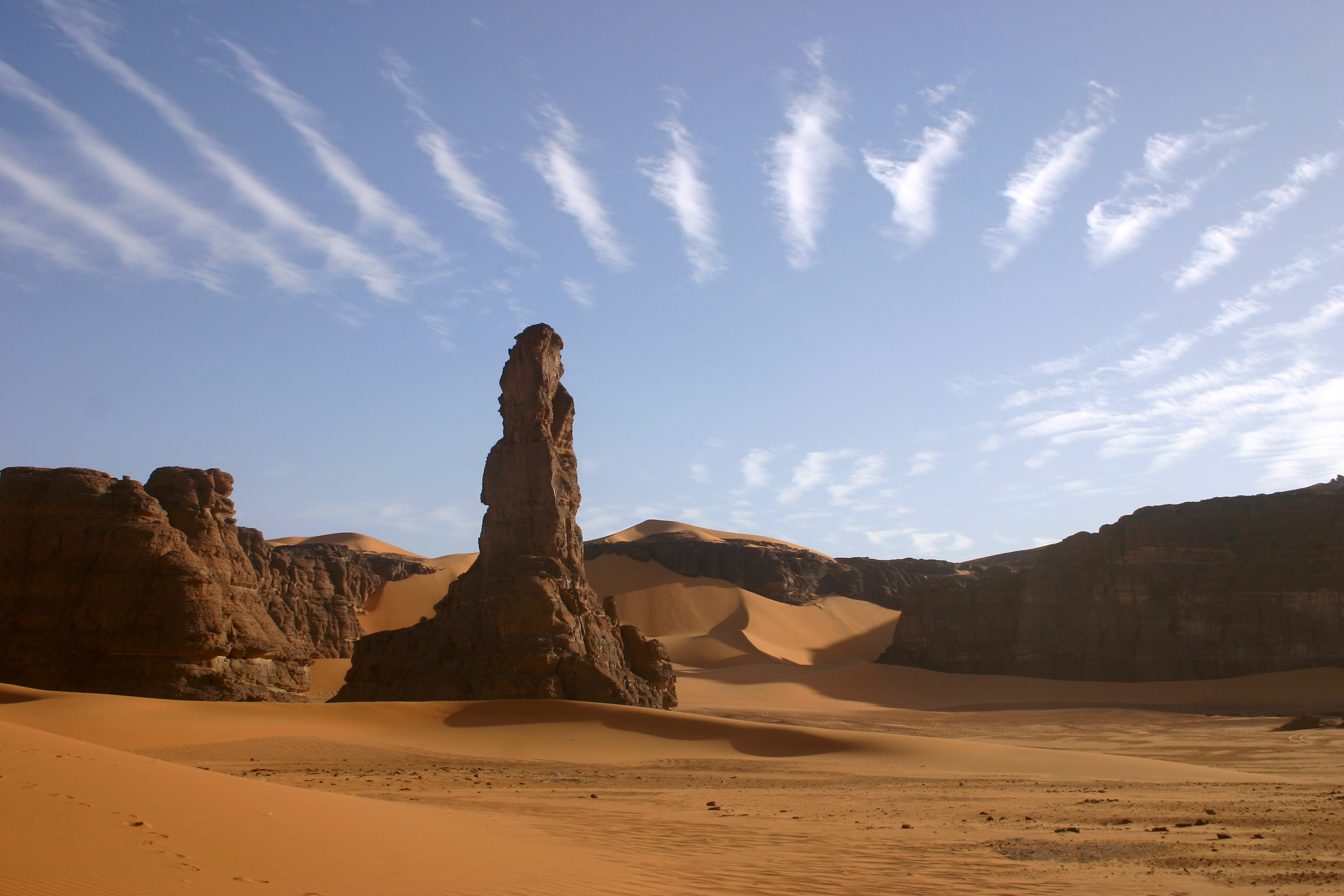
Moul n'ga
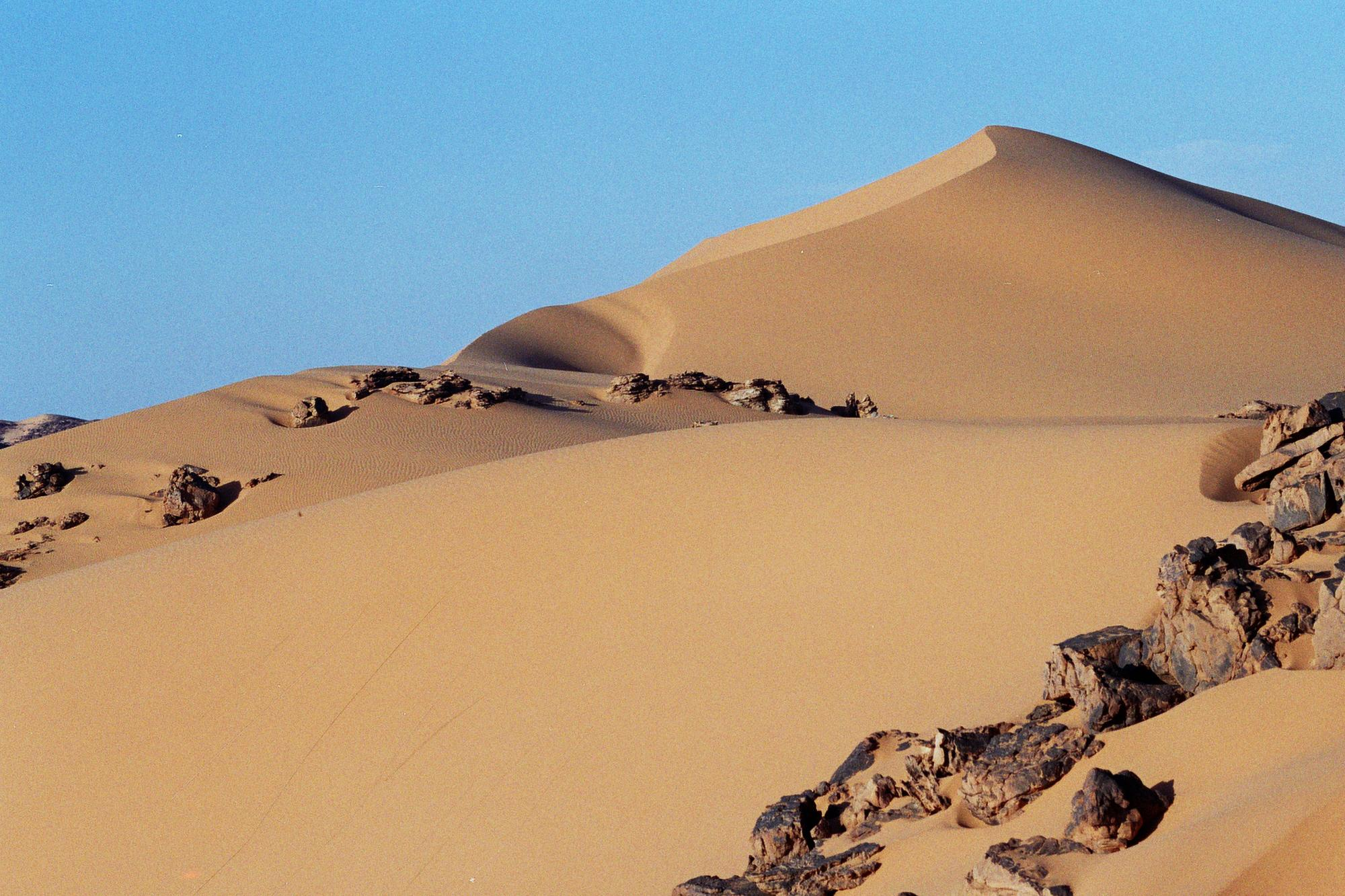
Sa mạc Akakus
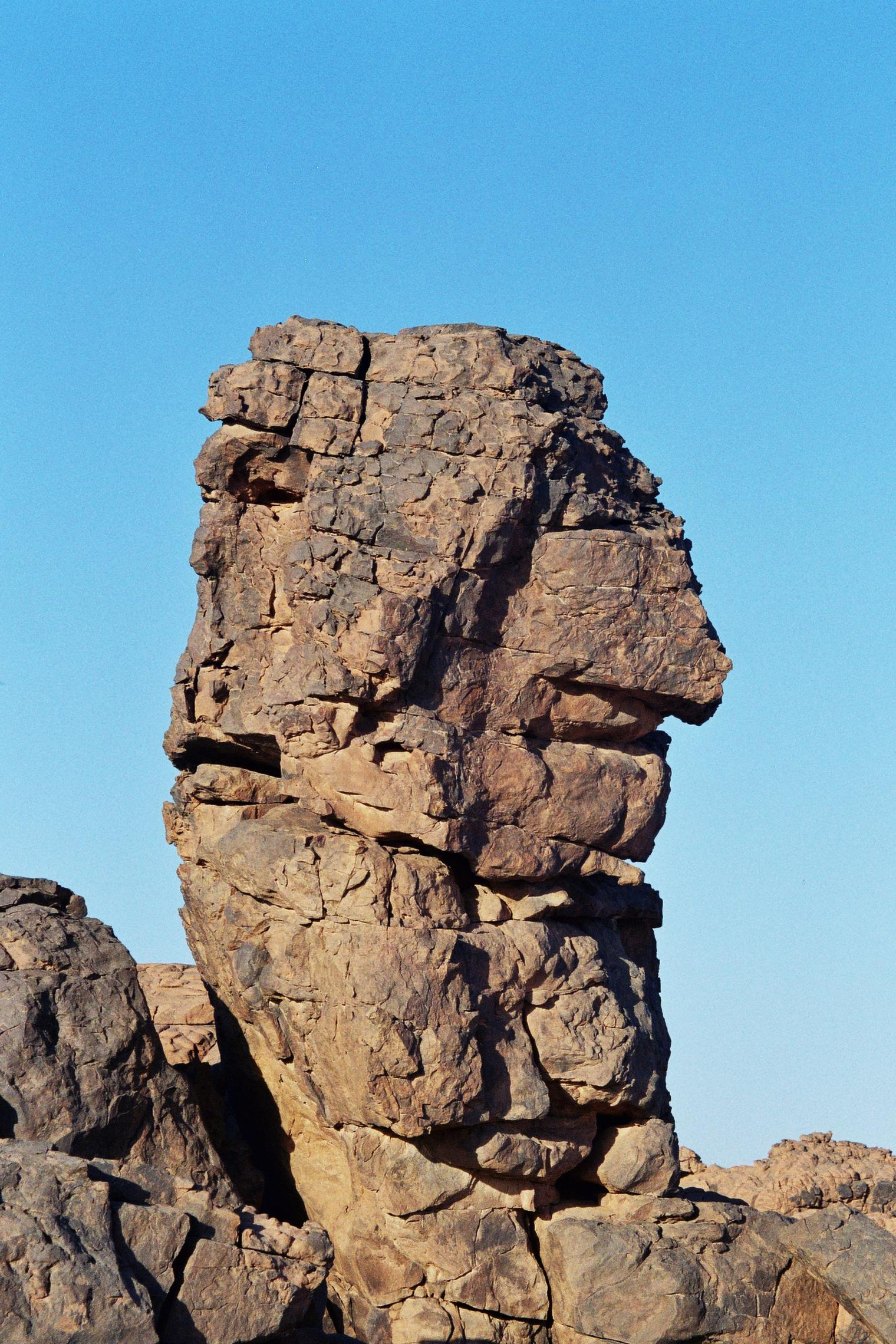
Tháp đá
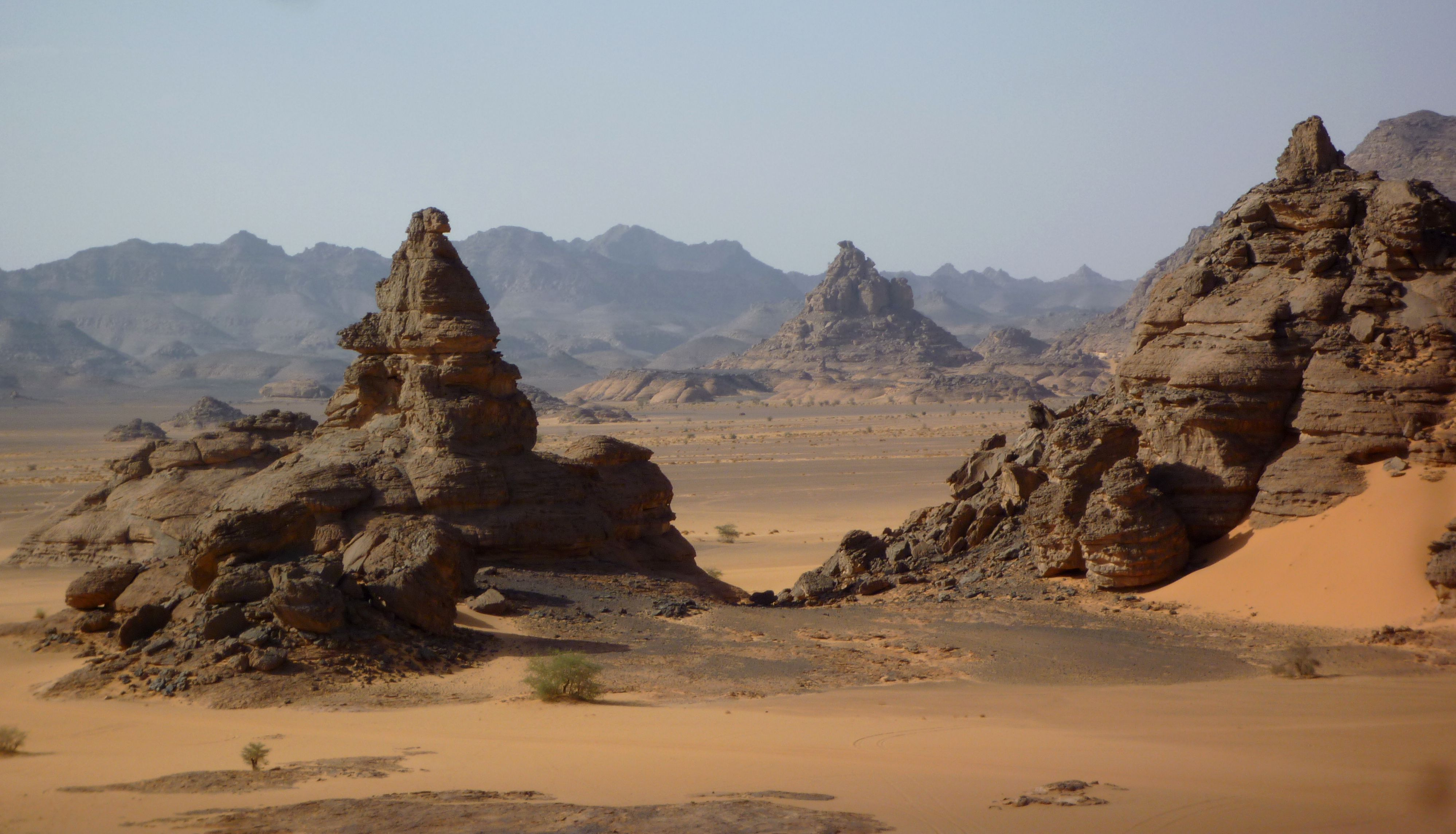
Sự hình thành đá
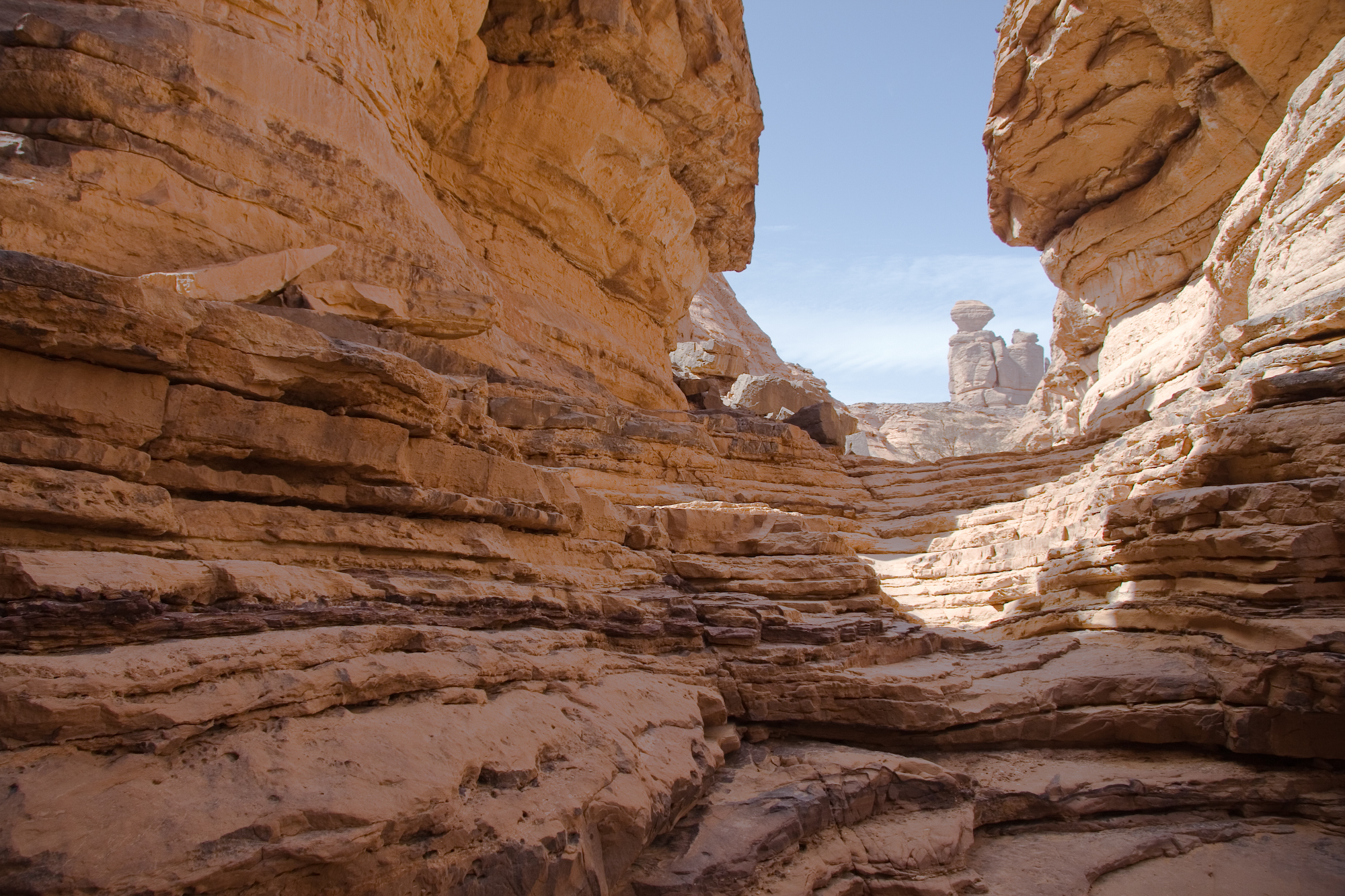
Sự hình thành đá
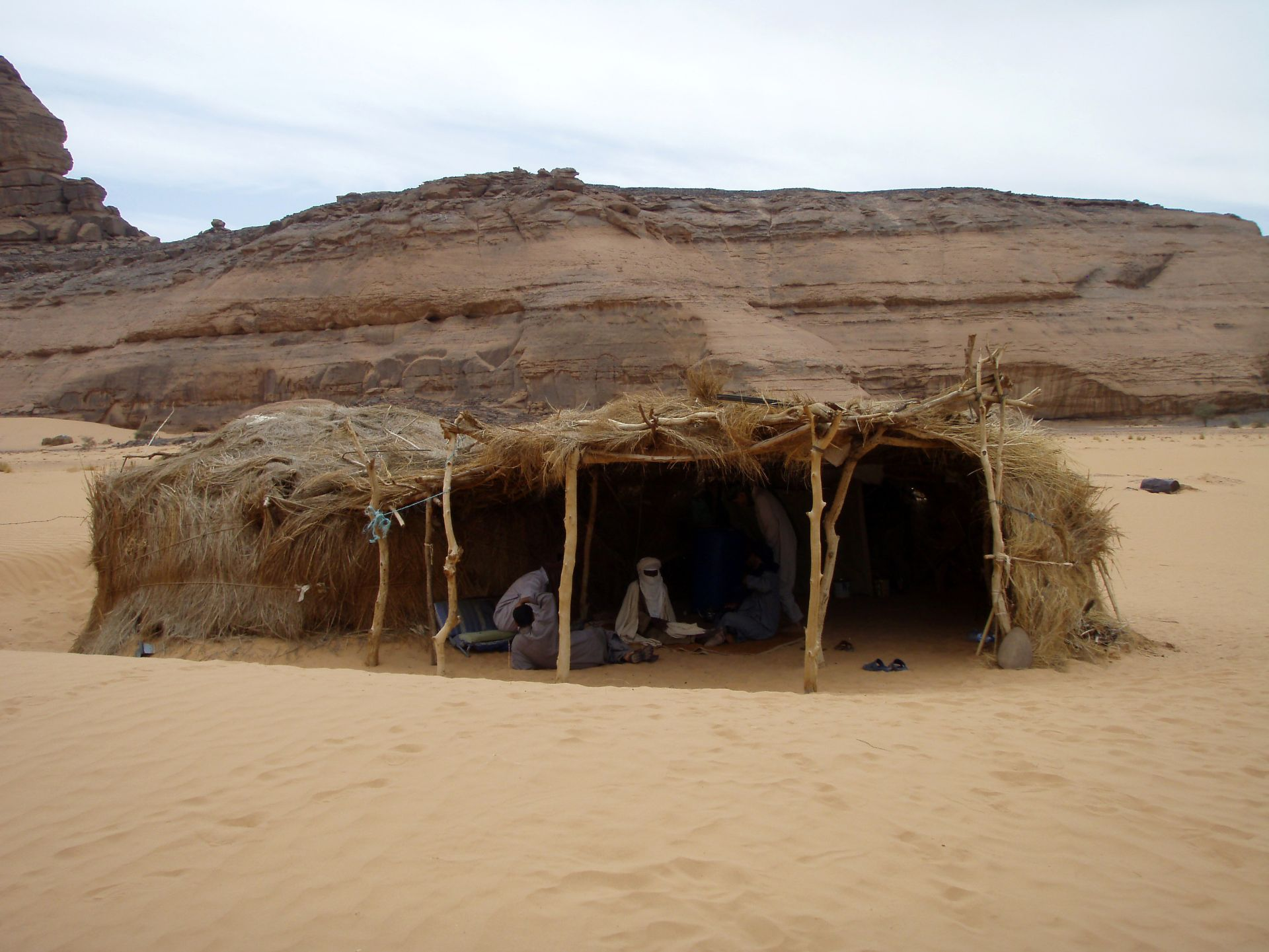
Túp lều trú ẩn của con người